# Balltown
Balltown es una ciudad situada en el condado de Dubuque, en el estado de Iowa, Estados Unidos. Según el censo de 2000 tenía una población de 73 habitantes.

## Geografía
Según la Oficina del Censo de los Estados Unidos, la localidad tiene un área total de 0,15 km², la totalidad de los cuales corresponden a tierra firme.

## Demografía
Según el censo de 2000, había 73 personas, 29 hogares y 22 familias residiendo en la localidad. La densidad de población era de 476,23 hab./km². Había 31 viviendas con una densidad media de 199,5 viviendas/km². El 91,78% de los habitantes eran blancos, el 8,22% afroamericanos. El 1,37% de la población eran hispanos o latinos de cualquier raza.
Según el censo, de los 29 hogares, en el 17,2% había menores de 18 años, el 62,1% pertenecía a parejas casadas, el 10,3% tenía a una mujer como cabeza de familia, y el 24,1% no eran familias. El 24,1% de los hogares estaba compuesto por un único individuo, y el 10,3% pertenecía a alguien mayor de 65 años viviendo solo. El tamaño promedio de los hogares era de 2,52 personas, y el de las familias de 2,91.
La población estaba distribuida en un 19,2% de habitantes menores de 18 años, un 15,1% entre 18 y 24 años, un 15,1% de 25 a 44, un 30,1% de 45 a 64, y un 20,5% de 65 años o mayores. La media de edad era 50 años. Por cada 100 mujeres había 135,5 hombres. Por cada 100 mujeres de 18 años o más, había 118,5 hombres.
Los ingresos medios por hogar en la localidad eran de 40.625 dólares ($), y los ingresos medios por familia eran 49.063 $. Los hombres tenían unos ingresos medios de 36.250 $ frente a los 16.875 $ para las mujeres. La renta per cápita para la ciudad era de 24.241 $. Ningún habitante de la localidad vivía por debajo del umbral de pobreza.